# Ključ (Serbia)
Ključ (cyr. Кључ) – wieś w Serbii, w okręgu kolubarskim, w gminie Mionica. W 2011 roku liczyła 433 mieszkańców.